# مائورو ده پلگرینی
مائورو ده پلگرینی (ایتالیایی: Mauro De Pellegrini؛ زادهٔ ۱۰ اکتبر ۱۹۵۵) دوچرخه‌سوار اهل ایتالیا است. وی در بازی‌های المپیک تابستانی ۱۹۸۰ شرکت کرده است.